# Angeli d'acciaio
Angeli d'acciaio (Iron Jawed Angels) è un film per la televisione del 2004 diretto da Katja von Garnier.
Il film si basa sulla storia delle donne statunitensi che agli inizi del Novecento hanno lottato duramente per ottenere il diritto di voto, mettendo a rischio la propria vita pur di vedere realizzato il loro sogno e quello di tutte le donne.
Grazie all'ottima interpretazione Anjelica Huston si è aggiudicata il Golden Globe come miglior attrice non protagonista, mentre la pluripremiata Hilary Swank ha ottenuto la nomination come miglior attrice protagonista senza vincere la statuetta anche se nello stesso anno si aggiudicava quella per il film Million Dollar Baby. Anche la pellicola stessa ha ricevuto la nomination come miglior film.
Non essendo una produzione cinematografica, ma solo un film-tv, non ha partecipato alla premiazione Oscar.

## Trama
Alice Paul è una storica femminista, una delle prime suffragiste che ai primi del Novecento si batte negli Stati Uniti per il voto alle donne. È una coraggiosa attivista che insieme a Lucy Burns crea e dà impulso al movimento rischiando la vita in prima persona.
Alice Paul cerca di coinvolgere molte donne in questo movimento ed organizza una marcia pacifica. Il corteo si sviluppa nel cuore della città senza creare alcun disordine, ma improvvisamente, alcuni uomini, contrari ai diritti delle donne, le assalgono facendone finire un centinaio in ospedale. Anche se questa poteva sembrare una sconfitta, in realtà l'evento fa molto scalpore ed è riportato su tutte le prime pagine dei giornali: la lotta è entrata nel vivo.
Le suffragette continuano nelle loro proteste ma seguono momenti difficili, il movimento va avanti da anni, sono molto stanche... Inez Milholland decide di ritirarsi ma viene convinta a rimanere da Alice Paul. Durante un discorso però, la donna, affaticata, sviene e muore pochi giorni dopo in ospedale: verrà ricordata come una martire delle suffragette universali. A quel punto Alice Paul si sente in colpa ed è sul punto di abbandonare la lotta per non rischiare altre vite umane. Ma tutte insieme decidono che è giusto continuare a lottare ad ogni costo per qualcosa in cui si crede veramente.
A turno, ogni giorno, le attiviste manifestano con striscioni davanti alla Casa Bianca, intanto è il 1917 e gli USA entrano anche in guerra. Ogni giorno le donne che manifestano vengono arrestate con l'accusa di intralcio al traffico, in realtà è solo un ingiusto motivo politico. Ad Alice Paul, essendo a capo del movimento, non è consentito manifestare davanti alla Casa Bianca in modo da non lasciare le attiviste senza una guida, ma quando la maggior parte delle suffragette è ormai in cella anche lei si presenta al picchettaggio. Viene portata in carcere ed in isolamento dove è trattata barbaramente. Alice intraprende uno sciopero della fame, ma viene alimentata forzatamente e con brutalità tramite un sondino.
Grazie all'aiuto di una guardia impietosita dalle loro condizioni, riescono a far trapelare notizie sul proprio trattamento che vengono riportate anche sui giornali. È il passo verso la liberazione delle attiviste, alle quali nel 1920 viene finalmente concesso il diritto di voto.
Molte donne hanno sofferto, una donna è morta, ma nulla è stato fatto invano, quelle donne hanno dato a sé stesse e alle altre la libertà di cui hanno pienamente diritto.

## Distribuzione
- Uscita negli USA : 15 febbraio 2004
- Uscita in Germania : 28 settembre 2004
- Uscita in Spagna : 20 settembre 2006